# Рувроай
Рувроай (на френски: Rouvroy) е селище в Южна Белгия, окръг Виртон на провинция Люксембург. Населението му е около 2000 души (2006).